# Cotesia clisiocampae
Cotesia clisiocampae är en stekelart som först beskrevs av William Harris Ashmead 1903.  Cotesia clisiocampae ingår i släktet Cotesia och familjen bracksteklar. Inga underarter finns listade i Catalogue of Life.